# آنجلیکا سوفیا
آنجلیکا سوفیا (انگلیسی: Angelica Soffia؛ زادهٔ ۲ ژوئیهٔ ۲۰۰۰) بازیکن فوتبال اهل ایتالیا است که در حال حاضر برای باشگاه فوتبال زنان آ.ث. میلان در پست مدافع بازی می‌کند. میلان در سری آ زنان، بالاترین سطح لیگ فوتبال زنان در ایتالیا مشغول لست.
از باشگاه‌هایی که در آن بازی کرده است می‌توان به باشگاه فوتبال زنان آ.اس. رم و باشگاه فوتبال زنان آ.ث. میلان اشاره کرد.
وی همچنین در تیم‌های ملی فوتبال زیر ۱۶ سال، زیر ۱۷ سال، زیر ۱۹ سال و بزرگسالان زنان ایتالیابازی کرده است.

## دوران باشگاهی
آنجلیکا سوفیا فوتبال خود را در تیم جوانان مردان گودیجزه آغاز کرد و در طول حضور خود در این باشگاه در جلسات تمرینی بین جنسیتی شرکت می‌کرد. در سال ۲۰۱۵، سوفیا پس از ماه‌ها مشاهده توسط اسکاوت‌های باشگاه، به تیم AGSM ورونا پیوست.
در ۶ فوریه ۲۰۱۶، سوفیا اولین بازی خود در سری آ زنان را در پیروزی ۳-۰ خارج از خانه مقابل سان برناردو لوزرنا انجام داد. او در آن فصل شش بازی دیگر نیز انجام داد و در فینال جام حذفی ۲۰۱۶ نیز شکست خورد. در ۲۸ سپتامبر، سوفیا با پیروزی ۲-۰ مقابل باشگاه فوتبال زنان برشیا، سوپرکاپ ایتالیا ۲۰۱۶ را به دست آورد. در ۵ اکتبر، سوفیا در لیگ قهرمانان زنان اروپا ۱۷-۲۰۱۶ مقابل بییک کازیگورت بازی کرد که با نتیجه ۳-۱ شکست خوردند. پس از تغییرات گسترده در ترکیب ورونا در تابستان ۲۰۱۷، سوفیا به عنوان کاپیتان تیم برای فصل ۱۸-۲۰۱۷ انتخاب شد، زیرا او یکی از معدود بازیکنانی بود که از فصل قبل در تیم باقی مانده بود. در ۲۸ ژانویه ۲۰۱۷، سوفیا اولین گل خود در سری آ زنان را در دقیقه ۷۴ از روی نقطه پنالتی در پیروزی ۹-۰ مقابل جسینا به ثمر رساند.
عملکردهای او برای باشگاه در فصل ۱۸-۲۰۱۷ باعث شد سوفیا در هجدهمین مراسم گران گالا دل کالچو جایزه دریافت کند. تیم تازه تأسیس باشگاه فوتبال زنان آ.اس. رم، آنجلیکا سوفیا را به همراه هم‌تیمی‌اش در ورونا، اما لیپمن، برای اولین فصل حضور خود در سری آ زنان در فصل ۱۹-۲۰۱۸ به خدمت گرفت.
سوفیا اولین بازی خود برای رم را به عنوان مدافع راست در اولین بازی لیگ سری آ مقابل ساسولو انجام داد. او همچنین توانایی خود را به عنوان مدافع چپ نشان داد و می‌توانست زمان بازی را با کاپیتان تیم رم، الیسا بارتولی، در سمت چپ تقسیم کند. با وجود نشان دادن قول و استعداد، سوفیا بیشتر فصل دوم خود را در رم روی نیمکت ذخیره‌ها گذراند و پشت کایا ارسن که در تابستان ۲۰۱۹ به رم پیوسته بود، قرار گرفت. سوفیا تحت هدایت مربی الیزابتتا باوانولی به بهبود بازی خود ادامه داد تا اینکه در سومین فصل حضورش در رم به بازیکن ثابت ترکیب اصلی تبدیل شد.
در فصل ۲۱-۲۰۲۰، سوفیا بیشترین بازی را در ترکیب اصلی رم انجام داد و عملکردهای او در مسیر قهرمانی رم در جام حذفی ۲۰۲۱ بسیار حیاتی بود. بازی سازی و مشارکت او در تمامی خطوط زمین، به ویژه در بازی نیمه نهایی جام حذفی مقابل باشگاه فوتبال زنان یوونتوس، از نقاط برجسته فصل او بود. پنج سال پس از نایب قهرمانی در جام حذفی، سوفیا با پیراهن رم در فینال جام حذفی ۲۰۲۱ به عنوان بازیکن اصلی به میدان رفت و قهرمان شد. در ۲۱ ژوئیه ۲۰۲۱، سوفیا با امضای قراردادی جدید تا تابستان ۲۰۲۳، آینده خود را به رم گره زد.

## دوران ملی
عملکردهای سوفیا از دید سرمربی تیم ملی ایتالیا، میلنا برتولینی، پنهان نماند و او در ۱۳ آوریل ۲۰۲۱ برای اولین بار به تیم ملی بزرگسالان ایتالیا دعوت شد. پس از نمایندگی ایتالیا در تمام رده‌های جوانان، آنجلیکا سوفیا اولین بازی خود را برای تیم ملی فوتبال زنان ایتالیا در ۱۳ آوریل ۲۰۲۱ در پیروزی ۱-۰ مقابل تیم ملی فوتبال زنان ایسلند انجام داد. سوفیا سپس در ماه ژوئن ۲۰۲۱ به عنوان مدافع راست در پیروزی دوستانه ۱-۰ ایتالیا مقابل هلند در ترکیب اصلی قرار گرفت. در تنها سومین بازی خود برای ایتالیا، سوفیا در پیروزی ۳-۲ مقابل تیم ملی فوتبال زنان اتریش در ۱۴ ژوئن ۲۰۲۱ دو گل به ثمر رساند.

## شیوه بازی
پیشرفت سریع آنجلیکا سوفیا در سطح بین‌المللی نشان‌دهنده پتانسیل بالای این بازیکن جوان است. توانایی او در بازی در پست‌های مختلف دفاعی و همچنین دیدگاه تاکتیکی پیشرفته‌اش، او را به یکی از امیدهای آینده فوتبال زنان ایتالیا تبدیل کرده است. کارشناسان معتقدند با توجه به سن کم و روحیه جنگندگی‌اش، سوفیا می‌تواند در سال‌های آینده به یکی از ستون‌های اصلی تیم ملی ایتالیا تبدیل شود.